# Pipilo
Pipilo là một chi chim trong họ Emberizidae.